# Viridòmar (gesats)
|  | Per a altres significats, vegeu «Viridòmar». |

Viridòmar (en llatí: Viridomarus o Virdomarus) o també Britomar va ser un cabdill o rei dels gesats, un poble celta establert als Alps propers a la Gàl·lia Cisalpina.
L'any 222 aC va anar, amb trenta mil homes, en ajuda dels ínsubres de la Gàl·lia Cisalpina que feien la guerra als romans. Els cònsols Marc Claudi Marcel i el seu col·lega Gneu Corneli Escipió Calvus van envair les planes del riu Po i van assetjar la ciutat ínsubre d'Acerrae. Els gals, amb deu mil homes, van respondre assetjant Clastídium. Marcel els va enfrontar i a la batalla de Clastídium va destruir el cos d'exèrcit gal prop d'aquella ciutat. El cap gal Viridòmar va morir a mans de Marcel en un combat singular. Marcel va tornar a Acerrae que poc després va conquerir. La següent conquesta va ser Mediolànum la ciutat més important de la regió. Els ínsubres es van sotmetre incondicionalment. Encara que Escipió va tenir una part important en la campanya (sinó la principal) només Marcel va rebre els honors del triomf i obtingué l'spolia opima, que es pot traduir com els rics espolis o trofeus i que fa referència a l'armadura, armes i altres efectes que un general de l'antiga Roma es quedava com a trofeu de guerra després d'haver vençut el general enemic en un combat singular en el qual només haguessin participat ells dos.
El poeta Properci canta aquest fet que considera gloriós.